# 溶融炭酸塩型燃料電池
溶融炭酸塩型燃料電池（ようゆうたんさんえんがたねんりょうでんち、英: Molten-carbonate fuel cells, MCFC）とは、600 ℃以上の高温で融解させた炭酸塩を電解質として用いる型式の燃料電池である。

## 概要
負極として水素が反応するニッケル電極、正極として酸素が反応する酸化ニッケル電極、炭酸イオンの電解質となる炭酸リチウムおよび炭酸ナトリウムの混合物で構成された溶融炭酸塩とそれを保持するセラミックで構成されている。
これらは通常650 °C (1,202 °F) の非常に高い温度で動作するため、白金等の高価な触媒を必要としない特長を持つ。
溶融炭酸塩電解質は内部抵抗が低く、リン酸形燃料電池 (PAFC) プラントの効率37～42%よりもかなり高い60%に達する。高温の排熱は更にタービン発電等と組み合わせたコジェネレーション構成を採ることが容易で、全体的な燃料効率を85%と高くすることができる。
アルカリ、リン酸、および高分子電解質膜燃料電池と異なり、MCFCはより多くのエネルギー密度を持つ燃料を水素に分解するための外部改質器を必要としない。MCFCは高温で動作し、これらのガス燃料は内部改質と呼ばれるプロセスによって燃料電池自体の内部で水素に変換されるため、構成がシンプルになる。
MCFCは一酸化炭素や二酸化炭素による被毒が発生しないため、これらを含んだガスも燃料として使用できる。この性質により、石炭やバイオマスを燃料源とすることが容易になる。他の形式の燃料電池よりも燃料の不純物に強いため、石炭の改質に起因する硫黄や微粒子などの不純物や、化石燃料のような不純物に耐性があるだろうと多くの科学者は考えている。
MCFCはCO2が陰極から排出されるため、排気ガスから高濃度の二酸化炭素を電気化学的に分離するために使用できるだろう。
現在のMCFC技術の主な欠点は耐久性である。これらの電池が動作する高温及び腐食性のある電解質は、部品の破壊および腐食を加速し、電池の寿命を低下させる。科学者たちは現在、コンポーネントの耐腐食性材料や性能を低下させずにセル寿命を延ばす燃料電池設計を検討している。

## 仕組み

### 背景
溶融炭酸塩型燃料電池 (MCFC) は、装置全体で0.3～3 MWの範囲で実用化されており、小型および大型の発電システムを対象とした、最近開発された種類の燃料電池である。
稼働温度は600～700 ℃の範囲で、圧力は1～8気圧の範囲である。装置内の内部改質により化石燃料から一酸化炭素 (CO) および水素 (H2) が生成され、その後陽極（燃料極）でこれらのガスが消費される。

### 反応式[4]
内部改質
{\displaystyle {\ce {CH4 + H2O = 3H2 + CO}}}
陽極(燃料極)
{\displaystyle {\ce {H2 + CO3^{2-}= H2O + CO2 + 2e^-}}}
陰極(空気極)
{\displaystyle {\ce {{\frac {1}{2}}O2 + CO2 +2e^- = CO3^{2-}}}}
単セル全体
{\displaystyle {\ce {H2 + {\frac {1}{2}}O2 = H2O}}}
ネルンスト方程式
{\displaystyle E=E^{o}+{\frac {RT}{2F}}log{\frac {P_{H_{2}}P_{O_{2}}^{\frac {1}{2}}}{P_{H_{2}O}}}+{\frac {RT}{2F}}log{\frac {P_{CO_{2},cathode}}{P_{CO_{2},anode}}}}

### 材料
MCFCの高い動作温度により、構成材料はセル内の過酷な環境に耐えるために慎重に選択される必要がある。以下のセクションでは、燃料電池に含まれるさまざまな材料や最近の研究傾向について説明する。

#### 陽極(燃料極)
陽極（アノード）材料は、典型的には多孔質（3-6 μm、45-70%の充填率）のニッケルベースの合金からなる。ニッケルは、クロムまたはアルミニウムのいずれかと2-10%の範囲で合金化される。これらの合金は、粒界にLiCrO2やLiAlO2を形成することを可能にし、材料のクリープ化現象を防ぎ、燃料電池の高い動作温度で陽極の焼結を防止する。最近の研究結果では、性能を向上させ、燃料電池の動作温度を低下させようとナノ粒子化したニッケルおよびニッケル合金が試みられている。動作温度の低下は、燃料電池の寿命を向上させ（すなわち腐食速度を低下させる）、安価な構成材料の使用を可能にする。同時に温度の低下は電解質のイオン導電率を低下させるので、陽極材料はこの性能低下を(例えば電力密度を増加させることによって)補償する必要がある。他の研究者は、運転時に陽極中のニッケルの質量輸送を減少させるためにNi3Al合金陽極を使用することによって耐クリープ性を向上させることを検討している。

#### 陰極(空気極)
セルの反対側では、陰極（カソード）材料は、リチウム化されたニッケル酸化物（リチウムがNiO結晶構造内にインターカレートされる）に変換される多孔質ニッケルから構成される。陰極内の細孔径は7〜15 μmの範囲にあり、材料の60〜70％が多孔質である。陰極材料の主な問題点は、陰極が炭酸塩電解質と接触しているときにCO2と反応することでNiOが溶解されることにある。この溶解は、電解液中にNi金属の析出をもたらし、導電性であるため、燃料電池が短絡する可能性がある。したがって最近の研究では、この溶解を制限するために酸化マグネシウムを酸化ニッケル陰極に添加することが検討されている。酸化マグネシウムは陰極内のNi2+の溶解度を低下させる働きをし、電解質中の析出を減少させる。あるいは従来の陰極材料をLiFeO2-LiCoO2-NiO合金で置換すると、有望な性能結果が示され、陰極のNi溶解の問題をほぼ完全に回避できている。

#### 電解質
MCFCはナトリウム（Na）とカリウム（K）の炭酸塩からなる液体電解質（溶融炭酸塩）が使用される。この電解質は、多孔質状セラミック（LiAlO2）によって保持され、電極間に液体を収容する。この電解質で酸素が十分なイオン導電できるようにするために燃料電池の高温が必要となっている。一般的なMCFC電解質は、62％の炭酸リチウム (Li2CO3) および38％の炭酸カリウム (K2CO3) を含む。十分な割合の炭酸リチウムにより、高いイオン伝導性が確保されるが、ガス溶解度および酸素イオンの拡散性能が低いため62％に制限される。さらに非常に腐食性が高いため、炭酸カリウムを添加することで腐食性を抑えている。これらの問題のために、最近の研究では、炭酸カリウムを炭酸ナトリウムで置き換えることが検討されている。リチウム・ナトリウム混合電解質は、リチウム・カリウム混合電解質と比べ良好な性能(より高い導電率および陰極の安定性)を有することが示された。さらに科学者たちは、相変化（γ-LiAlO2対α-LiAlO2）をセル中の材料に加えることを検討している。相変化は電解質の体積減少に伴い、イオン伝導度が低下する。様々な研究を通して、アルミナ添加α-LiAlO2構造は、燃料電池の性能を維持しながら相安定性を改善することが分かった。
電解質の流出もまた問題である。流出するとセパレータやカレントコレクタのような電池材料を腐食する。セラミック（γ-LiAlO2）の結晶粒子が粒成長をして隙間が少なくなり、電解質を保持できなくなるためであることがわかってきた。

## MTU社型燃料電池
ドイツのMTUフリードリヒスハーフェン社は、2006年にハノーファー・メッセでMCFCを発表した。ユニットの重量は2トンで、バイオガスを含む様々な気体燃料から240 kWの電力を生産することができる。天然ガスなどの炭素を含む燃料で燃料を供給された場合、排出ガスにはCO2が含まれるが、海上バンカー燃料で稼動するディーゼルエンジンに比べて50％まで削減される。排気温度は400 ℃であり、多くの産業プロセスに使用するのに十分なほど高温である。コージェネレーション方式で後段に蒸気タービンを追加してより多くの電力を作り出すことが可能である。ユニット単独の発電効率は供給ガスの種類によって変化するが、12％〜19％である。蒸気タービンの追加により、最大24％向上させることができる。

## 参照
1. ↑  “Types of Fuel Cells”. Office of Energy Efficiency and Renewable Energy, United States Department of Energy. 2016年3月18日閲覧。
2. ↑  “Types of Fuel Cells - Fuel Cell Energy”. www.fuelcellenergy.com. 2015年11月2日閲覧。
3. 1 2  “NFCRC Tutorial: Molten Carbonate Fuel Cell (MCFC)”. www.nfcrc.uci.edu. 2015年11月2日閲覧。
4. ↑  “High Temperature Fuel Cells”. University of Babylon. 2015年11月1日閲覧。
5. ↑  Boden, Andreas (2007年). “The anode and the electrolyte in the MCFC”. Diva Portal. 2015年11月1日閲覧。
6. ↑  Nguyen, Hoang Viet Phuc; Othman, Mohd Roslee; Seo, Dongho; Yoon, Sung Pil; Ham, Hyung Chul; Nam, Suk Woo; Han, Jonghee; Kim, Jinsoo (2014-08-04). “Nano Ni layered anode for enhanced MCFC performance at reduced operating temperature”. International Journal of Hydrogen Energy 39 (23):  12285–12290. doi:10.1016/j.ijhydene.2014.03.253.
7. ↑  Kim, Yun-Sung; Lim, Jun-Heok; Chun, Hai-Soo (2006-01-01). “Creep mechanism of porous MCFC Ni anodes strengthened by Ni3Al”. AIChE Journal 52 (1):  359–365. doi:10.1002/aic.10630. ISSN 1547-5905.
8. ↑  Wijayasinghe, Athula (2004年). “Development and Characterisation of Cathode Materials for the Molten Carbonate Fuel Cell”. 2015年11月2日閲覧。
9. 1 2  Antolini, Ermete. “The stability of molten carbonate fuel cell electrodes: A review of recent improvements”. Applied Energy 88 (12):  4274–4293. doi:10.1016/j.apenergy.2011.07.009.
10. ↑  Fang, Baizeng; Liu, Xinyu; Wang, Xindong; Duan, Shuzhen (1998-01-15). “The mechanism of surface modification of a MCFC anode”. Journal of Electroanalytical Chemistry 441 (1–2):  65–68. doi:10.1016/S0022-0728(97)00202-7.
11. 1 2  Kulkarni, A.; Giddey, S. (2012-06-08). “Materials issues and recent developments in molten carbonate fuel cells”. Journal of Solid State Electrochemistry 16 (10):  3123–3146. doi:10.1007/s10008-012-1771-y. ISSN 1432-8488.
12. ↑  “成果概要”. webcache.googleusercontent.com. 2022年7月13日閲覧。
13. ↑  MCFC emission [リンク切れ]